# Подземные ходы Минска
Исторических подземелий в Минске не так много, в основном в историческом центре — в районе площади Свободы. Город Минск стоит на песчаной почве, из-за чего длинные подземные ходы строить в старые времена было затруднительно. Раньше в «Верхнем городе» (исторический район Минска, окружающий площадь Свободы) располагалось несколько монастырей. По предположениям, в тех подземельях хранились церковные драгоценности. Во время строительства новых зданий на месте снесённых в 1950—1970 годах строители иногда натыкались на непонятно куда ведущие ходы. Но в таких случаях их старались быстрее залить бетоном, чтобы не допустить исследования, из-за которого могла остановиться стройка. Хоть это и являлось нарушением, но то были вынужденные меры для сдачи объектов в поставленные сроки. Последний известный такой ход был уничтожен при строительстве нового здания Республиканской прокуратуры по ул. Интернациональная, 22. Куда чаще, чем подземные ходы, в Верхнем городе встречаются старые подвалы, порой в несколько этажей, благодаря необычной архитектуре напоминающие средневековые замки.
В Минске имеются ещё служебные тоннели неглубокого залегания, один из них, самый известный, был построен к началу 1990-х годов от Дома правительства до Дворца Республики с выходами в служебном дворе универмага «ГУМ».

## Исторические подземные ходы
Существуют легенды о том, что из иезуитского костёла под площадью Свободы подземные ходы шли в соседние монастыри бернардинцев и базилиан. До сих пор археологи иногда находят клады на территории, которая раньше принадлежала монастырю. В Свято-Духовом соборе такой подземный ход находился в пристройке собора, там, где сегодня крестильня, но он был забетонирован в советское время.
В конце 1970-х — начале 1980-х годов, когда в Минске около здания консерватории велись земляные работы, ковш экскаватора неожиданно ударил, как оказалось, по кирпичному своду подземного хода. Перед строителями открылась подземная галерея, построенная примерно в XVIII веке. Ковш экскаватора частично повредил сводчатый потолок хода, и археологи смогли пройти по нему около 7—10 м, не более, а дальше всё было завалено. Высотой тоннель был около 1,5 м, шириной — в 1 м. Предположительно этот подземный ход, учитывая его направление, шёл от Доминиканского собора при мужском монастыре к иезуитскому.
Некогда в Минске находился костёл святого Войцеха с примыкающим к нему монастырём бенедиктинок (основан 4 мая 1633 года). Этот костёл окончательно стёрли с лица земли в 1960-х годах. Сегодня на его месте стоит здание Генеральной прокуратуры (ул. Интернациональная, 22), построенное в конце 1980-х годов. При строительстве ведомственных гаражей в 1960-х годах рабочие раскопали на территории бывшего монастыря бенедиктинок сеть подземных ходов, шедших в направлении кинотеатра «Победа»(ул. Интернациональная, 20), а также к доминиканскому и францисканскому монастырям. Большая часть подземных монастырских конструкций была позже уничтожена во время строительства прокуратуры.
В здании бывшего костёла святого Иосифа (ул. Кирилла и Мефодия, 4; в настоящее время в нём размещаются государственные архивы) и монастыре бернардинцев, основанном в 1644 году, в монастырских подвалах начинались подземные ходы, сейчас засыпанные. Один из них вёл во внутренний дворик женского бернардинского монастыря, расположенного рядом с мужским. В бывшем костёле бернардинок действует православный кафедральный собор Святого Духа.
Под сквером Соборной площади (сегодня площади Свободы) проходили подземные ходы (есть даже примерная схема их расположения). Некогда эти ходы связывали между собой храмы и монастыри «Верхнего города». Особо активно шло строительство культовых храмовых сооружений в XVIII веке, когда центр города застраивался о доминиканцами, францисканцами, иезуитаим. В это время доминирующими конфессиями на белорусских землях являлись униатство и католичество, близкие друг другу религиозные течения. Вполне вероятно, что связь между собой, они поддерживали в том числе и с помощью подземных ходов. Сегодня некоторые направления тоннелей и их предполагаемые входы известны.

## Подземные коллекторы Немиги
В отличие от едва сохранившихся и почти недоступных исторических подземных ходов, более доступными являются пользующиеся интересом у диггеров минские коллекторы — ливневые системы. Большие магистральные ливневые коллекторы протянуты под Минском на километры, и в них заключены речки-ручьи вроде Немиги. В Минске их около 10. Некоторые ходы проходят на глубине около 20 метров и построены закрытым способом (при помощи проходческих машин) и все они или выходят напрямую к Свислочи, либо к очистным прудам на окраине города в районе Могилевского шоссе. Вода проходит в этих прудах и затем попадает в Свислочь.
По этим коллекторам можно передвигаться в полный рост. Местами от коллекторов в стороны отходят т. н. «ракоходы» (названные так дигеррами из-за диаметра, позволяющего передвигаться по ним только на четвереньках), которые тянутся обычно до километра от большой трубы. В такие «ракоходы» впадают линии уличной ливневой канализации, куда через обычные ливневые решетки стекает вода с городских улиц. Канализация от жилых домов проходит по другим коллекторам.
Условно подземная Немига делится на две части: нижнюю (старую) и верхнюю (более новую). Нижняя (старая) построена в 1926 году. Она начинается возле театра музкомедии (ул. Мясникова) и заканчивается двумя большими квадратными трубами-выходами напротив Троицкого предместья недалеко от моста через реку Свислочь . Верхняя (новая) появилась уже в 1955 году, и представляет собой всего лишь большие бетонные трубы, отчего не представляет особого интереса. Идет также от театра музкомедии и до Грушевского предместья. В старых же бетонных комнатках можно встретить настоящие сталагмиты. Причина их роста — соль, которой посыпают зимой дороги, а по весне она вся сходит талым снегом по коллекторам.
Интересно место, где подземная Немига соединяется со старой дренажной системой Минска. Эта система создана ещё в XIX веке, и это самое древнее сооружение столицы ниже уровня улиц. Материалом для их постройки служил необработанный природный камень. Потолок — трёхслойный кирпич, сложенный по принципу «бойниц» (нечётное количество блоков, средний из которых замыкающий). Это помещение переходит в трубу, слегка сплющенную со временем от давления. Через пять метров — небольшая комнатка из красного кирпича. Ещё примерно через 50 м — бурный водопад, созданный около пятидесяти лет назад. Он находится примерно около (под) Петропаловской церковью и является впадением реки в коллектор «Центр». Этот водопад пришлось сделать из-за разного уровня реки и коллектора. Вода падает с высоты около пяти метров, затем собирается в небольшом озерце и снова водопадом срывается вниз, в воды коллектора. Около водопада богатая фауна подземелья — повсюду растут грибы, возвышаются сталагмиты и ниспадают разноцветные сталактиты. Этому прекрасно способствует тёплая влажная атмосфера и антисанитарная обстановка. Раньше Немига напрямую впадала в Свислочь, но с открытием станции метро трубу заделали, а реку перевели в сточные воды.